# 邏輯編程
邏輯編程（逻辑程序设计）是種編程范式，它設定答案須符合的規則來解決問題，而非設定步驟來解決問題。過程是
算法=邏輯+控制。
不同的方法，可以看英語：。
邏輯編程的要點是將正規的邏輯風格帶入電腦程式設計之中。數學家和哲學家發現邏輯是有效的理論分析工具。很多問題可以自然地表示成一個理論。說需要解答一個問題，通常與解答一個新的假設是否跟現在的理論無衝突等價。邏輯提供了一個證明問題是真還是假的方法。建立證明的方法是人所皆知的，故邏輯是解答問題的可靠方法。邏輯編程系統則自動化了這個程序。人工智能在邏輯編程的發展中發揮了重要的影響。
猴子和香蕉問題是邏輯編程社群的著名問題。電腦須自行找出令猴子接觸香蕉的可行方法，取代程式設計師指定猴子接觸香蕉的路徑和方法。
邏輯編程建立了描述一個問題裏的世界的邏輯模型。邏輯編程的目標是對它的模型建立新的陳述。世界上知識不斷膨脹。傳統來說，我們會將一個問題陳述成單一的假設。邏輯編程的程式透過證明這個假設在模型裏是否為真來解決問題。
一些經常用到邏輯編程工具的範疇：
- 專家系統，程式從一個巨大的模型中產生一個建議或答案。
- 自動化定理證明，程式產生一些新定理來擴充現有的理論。

最常用的邏輯編程語言是Prolog，另外有較適用於大型方案的Mercury。詳盡的清單可見於Category:邏輯編程語言。

## 历史
早在二十世纪七十年代，罗伯特·科瓦尔斯基等人提出了逻辑可以作为程序设计语言的基本思想，把逻辑和程序这两个截然不同的概念协调统一为一个概念，于是诞生了逻辑程序设计。这也是早期自动定理证明和人工智能发展的自然结果。随后，逻辑程序设计得到了迅速发展，特别是基于一阶谓词的逻辑程序设计语言，将逻辑推理对应于计算，具有丰富的表达能力、非确定性等特点，在定理机器证明、关系数据库系统、程序验证、模块化程序设计和非单调推理等都有了广泛的应用。